# John D. MacDonald
John Dann Macdonald (Sharon, 24 de julho de 1916 – Milwaukee, 28 de dezembro de 1986) foi um escritor norte-americano.
Suas obras mais famosas são do gênero suspense e crime. Uma delas foi o  clássico romance aclamado pela crítica Os Carrascos que foi adaptado para o cinema com título Cabo do Medo em 1962 com Robert Mitchum e Gregory Peck. Posteriormente um remake trazendo no elenco o ator Robert DeNiro foi feito em 1991.

## Biografia
Macdonald nasceu em Sharon, na Pensilvânia, em 1916. Seu pai, Eugene Macdonald, trabalhou na Savage Arms Corporation. A família mudou-se para Utica, em 1926, onde seu pai tesoureiro do ramo da Savage Arms Corporation na cidade. Em 1934, MacDonald foi enviado à Europa por várias semanas, o que o fez se interessar por viagens e fotografia.
Depois de se formar no ensino médio, Macdonald ingressou na Universidade da Pensilvânia, mas saiu do curso ainda no segundo ano. Trabalhou em vários empregos em Nova Iorque, até ingressar na Universidade de Syracuse, onde conheceu sua futura esposa, Dorothy Prentiss (1911-1989), com quem se casou em 1937 e com quem teve um filho, Maynard. Macdonald se formou em 1938.
Em 1939, obteve um MBA pela Universidade Harvard. Formado em economia e administração de empresas, MacDonald usaria esse conhecimento posteriormente em vários de seus livros, muitos deles envolvendo crises financeiras ou acordos de negócios. Em 1940, MacDonald se tornou primeiro tenente no Corpo de Ordenança do Exército dos Estados Unidos. Durante a Segunda Guerra Mundial, trabalhou no Gabinete de Serviços Estratégicos no Centro de operações para a China, Birmânia e Índia, região que se tornaria cenário para alguns de seus primeiros livros. Ele foi dispensado em setembro de 1945 como tenente-coronel. Em 1949, mudou-se com a família para a Flórida, onde se estabeleceu em Sarasota.

## Carreira
Seu primeiro conto, "G-Robot," foi publicado em julho de 1936, na revista Double Action Gang. Após sua dispensa do Exército, MacDonald passou quatro meses escrevendo contos, trabalhando 14 horas por dia, sete dias por semana. Recebeu inúmeras cartas de rejeição de revistas e editoras, mas o conto "Cash on the Coffin!" foi publicado em maio de 1946, na revista pulp Detective Tales.
Ele venderia cerca de 500 contos para revistas de detetives, mistério, aventura, faroeste e ficção científica. Sob vários pseudônimos, chegou a publicar simultaneamente em várias revistas, tendo publicado cerca de 200 contos entre 1946 e 1951. Todos os pseudônimos foram aposentados em 1951, quando o autor republicou todo o seu trabalho sob seu nome verdadeiro.

## Morte
MacDonald passou por uma cirurgia de ponte de safena e devido a complicações entrou em coma. Ele morreu em 28 de dezembro de 1986, aos 70 anos, no Hospital St. Mary, em Milwaukee. Ele foi sepultado no Holy Cross Cemetery, em Milwaukee.

## Obras
Suas principais obras:
| nº série | Título original                                               | Título em Português                                    | Tradução                                          | Série                                      | Editora                          | Ano  | Páginas |
| -------- | ------------------------------------------------------------- | ------------------------------------------------------ | ------------------------------------------------- | ------------------------------------------ | -------------------------------- | ---- | ------- |
| 01       | Murder for the bride                                          | Assassinato para a noiva                               | Ruy Jungmann                                      | Coleção Alvi-negra nº 23                   | Record                           | 1951 | 185     |
| 02       | Wine of the Dreamers republicado como Planet of the Dreamers) | História de dois mundos                                | Mário Henrique Leiria                             | Coleção Argonauta, nº 44                   | Livros do Brasil                 | 1951 | 219     |
| 03       | Ballroom of the Skies                                         | O tempo do impossível                                  | Eurico Fonseca                                    | Coleção Argonauta nº 257                   | Livros do Brasil                 | 1952 | 182     |
| 04       | Judge Me Not                                                  | Não Me Condenem                                        | Patrício Álvares                                  | Colecção Rififi, nº6                       | Editorial Íbis                   | 1951 | 197     |
| 05       | A Bullet for Cinderella depois republicado como On the Make   | Uma bala para Cinderela                                | Maria Adelaide Namorado Freire                    |                                            | Círculo de Leitores              | 1955 | 197     |
| 06       | You Live Once republicado como You Kill Me                    | Só se vive uma vez                                     | Roberto Graça                                     | Coleção Angulo Negro, nº 5                 | Editorial Íbis                   | 1956 | 165     |
| 07       | The Executioners ou Cape fear                                 | Os algozes, Os carrascos, Os violentos ou Cabo do medo | Paulo Amélio do Nascimento Silva; Leandro Durazzo | Coleção Alvi-negra nº 20; Grandes Sucessos | Record, Abril Cultural, DarkSide | 1957 | 221     |
| 08       | Soft Touch                                                    | Doce Carícia                                           | Maria da Graça Cardoso                            | Colecção Rififi, Nº18                      | Editorial Íbis                   | 1958 | 195)    |
| 09       | Where is Janice Gantry?                                       | Onde está Janice?                                      | Alberto Miguel                                    | Coleção Angulo Negro, nº 3                 | Editorial Íbis                   | 1961 | 195     |
|          | The Crossroads                                                | A Encruzilhada                                         | Gabriela Alves Neves                              | Colecção Rififi,Nº116                      | Editorial Íbis                   | 1959 | 188     |
| 10       | On the Run                                                    | O homem sem passado                                    | Ruy Jungmann                                      | Coleção Alvi-negra nº 21                   | Record                           | 1963 | 154     |
| 11       | The Deep Blue Good-By                                         | O Adeus Profundo E Azul                                | Maria Teresa Ramos                                | Colecção Rififi, nº 31; Travis McGee nº 01 | Editorial Íbis                   | 1964 | 194     |
| 12       | Nightmare in Pink                                             | Pesadelo cor de rosa                                   | Maria Gabriela A. T. Cardote                      | Vampiro, nº 491; Travis McGee nº 02        | Livros do Brasil                 | 1964 | 189     |
| 12       | Nightmare in Pink                                             | Pesadelo cor de rosa                                   | Jorge Pessoa                                      | Colecção Rififi nº36                       | Editorial Íbis                   | 1964 | 201     |
| 13       | A Purple Place for Dying                                      | Morte Em Cenário Púrpura                               | Luís de Meneses Nazaré                            | Colecção Rififi, nº 47; Travis McGee nº 03 | Editorial Íbis                   | 1964 | 198     |
| 14       | The Quick Red Fox                                             | A raposa vermelha                                      | Maria Adelaide Correia                            | Colecção Rififi, nº 43; Travis McGee nº 04 | Editorial Íbis                   | 1964 | 193     |
| 15       | A Deadly Shade Of Gold                                        | A Mortal Sombra do Oiro                                | Gabriela Alves Neves                              | Colecção Rififi, nº 50; Travis McGee nº 05 | Editorial Íbis                   | 1965 | 397     |
| 16       | Bright Orange For The Shroud                                  | O Sudário Cor De Laranja                               | Gabriela Alves Neves                              | Colecção Rififi, nº 58; Travis McGee nº 06 | Editorial Íbis.                  | 1965 | 242     |
| 17       | Darker than Ambar                                             | Mais Escuro Do Que O Âmbar                             | Gabriela Alves Neves                              | Colecção Rififi, nº 64; Travis McGee nº 07 | Editorial Íbis                   | 1966 | 192     |
| 18       | One Fearful Yellow Eye                                        | O Olho Amarelo                                         | Gabriela Alves Neves                              | Colecção Rififi, nº 69; Travis McGee nº 08 | Editorial Íbis                   | 1966 | 214     |
| 19       | The Last One Left                                             | O Último Fica Vivo                                     | Gabriela Alves Neves                              | Colecção Rififi nº 100                     | Editorial Íbis                   | 1966 | 459     |
| 20       | Pale Gray for Guilt                                           | Um tom cinzento de culpa                               | Rosaura Eichenberg                                |                                            | Companhia das Letras             | 1968 | 317     |
| 20       | Pale Gray for Guilt                                           | Cinzento Pálido Por Nossa Culpa                        | Gabriela Alves Neves                              | Colecção Rififi, nº 82; Travis McGee nº 09 | Editorial Íbis                   | 1968 | 239     |
| 21       | The Girl in the Plain Brown Wrapper                           |                                                        |                                                   | Travis McGee nº 10                         |                                  | 1968 | 256     |
| 22       | Dress Her in Indigo                                           |                                                        |                                                   | Travis McGee nº 11                         |                                  | 1969 | 336     |
| 23       | The Long Lavender Look                                        |                                                        |                                                   | Travis McGee nº 12                         |                                  | 1970 |         |
| 24       | A Tan and Sandy Silence                                       |                                                        |                                                   | Travis McGee nº 13                         |                                  | 1971 |         |
| 25       | The Scarlet Ruse                                              |                                                        |                                                   | Travis McGee nº 14                         |                                  | 1973 |         |
| 26       | The Turquoise Lament                                          |                                                        |                                                   | Travis McGee nº 15                         |                                  | 1973 |         |
| 27       | The Dreadful Lemon Sky                                        |                                                        |                                                   | Travis McGee nº 16                         |                                  | 1975 |         |
| 28       | Condominium                                                   | Condomínio de luxo                                     |                                                   |                                            | Record                           | 1977 | 464     |
| 29       | The Empty Copper Sea                                          | O vazio mar de cobre                                   | Carlos Eugenio Marcondes de Moura                 | Travis McGee nº 17                         | Companhia das Letras             | 1978 | 255     |
| 30       | The Green Ripper                                              |                                                        |                                                   | Travis McGee nº 18                         |                                  | 1979 |         |
| 31       | Free Fall in Crimson                                          |                                                        |                                                   | Travis McGee nº 19                         |                                  | 1981 |         |
| 32       | Cinnamon Skin                                                 |                                                        |                                                   | Travis McGee nº 20                         |                                  | 1982 |         |
| 33       | One more Sunday                                               | Mais um domingo                                        | Jose Octavio de Aguiar Abreu                      |                                            | Imago, círculo do Livro          | 1984 | 370     |
| 34       | The Lonely Silver Rain                                        | O Mistério Do Iate Desaparecido                        | Catarina Lima                                     | Colecção Vampiro, nº 520; Travis McGee 21  | Livros do Brasil                 | 1985 | 231     |
| 34       | The Lonely Silver Rain                                        | Chuva De Prata                                         | Ana André Costa                                   |                                            | Círculo de Leitores              | 1985 | 231     |